# Ekurhuleni
Ekurhuleni är en storstadskommun (metropolitan municipality) i den sydafrikanska provinsen Gauteng. Kommunen täcker området strax öster om Johannesburg och hade cirka 3,2 miljoner invånare vid folkräkningen 2011. Området är mer känt som East Rand och omfattar i huvudsak Johannesburgs östra förorter. Kommunens administrativa centrum är beläget i Germiston, men området har ingen dominerande ort utan består av många orter av varierande storlek. De folkrikaste är Katlehong och Tembisa (vardera över 400 000 invånare vid folkräkningen 2011), och andra stora orter är Alberton, Benoni, Boksburg, Daveyton, Etwatwa, Germiston, Kempton Park, KwaThema, Springs, Tokoza, Tsakane och Vosloorus. Ekurhuleni är en av landets åtta officiella storstadskommuner och bildades år 2000. OR Tambo International Airport, Sydafrikas största flygplats, är belägen i Kempton Park. 